# La Cigale, le Corbeau et les Poulets
Pour plus de détails, voir Fiche technique et Distribution.
La Cigale, le Corbeau et les Poulets est un documentaire français réalisé par Olivier Azam, sorti en 2017.

## Synopsis
La police est sur la piste d'un mystérieux corbeau qui serait peut-être à la tête d'un dangereux groupe terroriste mettant en péril la sécurité du pays...

## Fiche technique
- Titre : La Cigale, le Corbeau et les Poulets
- Réalisation : Olivier Azam
- Scénario : Olivier Azam
- Photographie : Olivier Azam
- Son : Olivier Azam, Laure Guillot, Franck Haderer
- Montage : Olivier Azam
- Musique : Vincent Ferrand, Franck Haderer
- Production : Les Mutins de Pangée[1]
- Pays de production :  France
- Durée : 95 minutes
- Date de sortie : France - 18 janvier 2017

## Distribution
- Pierre Blondeau, le buraliste-libraire

## Sélections
- 2016 : Festival du cinéma méditerranéen de Montpellier[2]
- 2016 : Festival International du Film Grolandais de Toulouse
- 2017 : Festival International du Film Policier de Liège